# روجر مارتي
روجر مارتي سلفادور (بالإسبانية: Roger)‏ (مواليد 3 يناير 1991 -)، المعروف ببساطة باسم روجر، هو لاعب كرة قدم إسباني يلعب مع فريق ليفانتي في دور مهاجم.

## وصلات خارجية
- روجر مارتي على موقع قاعدة بيانات كرة القدم.إي يو (الإنجليزية)
- روجر مارتي على موقع Soccerbase.com (لاعب) (الإنجليزية)
- روجر مارتي على موقع Soccerway.com (الإنجليزية)
- روجر مارتي على موقع AS.com (الإسبانية)